# Альшан Андрій Ігорович
Андрій Ігорович Альшан (рос. Андрей Игоревич Альшан; нар. 18 березня 1960, Баку, СРСР) — радянський фехтувальник на шаблях, срібний призер Олімпійських ігор 1988 року, шестиразовий чемпіон світу.

## Виступи на Олімпіадах
| Олімпіада | Дисципліна          | Місце |
| --------- | ------------------- | ----- |
| Сеул 1988 | індивідуальна шабля | 9     |
| Сеул 1988 | командна шабля      | 2     |